# Winton Motor Raceway
De Winton Motor Raceway is een racecircuit in Benalla, Victoria, Australië.